# Vojtěch Sedlinský
Vojtěch Sedlinský (6. ledna 1924 Brno – 23. dubna 2007 tamtéž) byl český fotbalový útočník. Je pohřben v Brně-Králově Poli.

## Hráčská kariéra
V československé nejvyšší soutěži hrál za Spartak KPS Brno v ročníku 1961/62 při jeho jediné účasti, aniž by skóroval (14.10.1961). Za královopolské A-mužstvo nastupoval od poloviny 40. let 20. století.

### Prvoligová bilance
| Ročník          | Zápasy | Góly | Minuty | Klub                |
| --------------- | ------ | ---- | ------ | ------------------- |
| I. liga 1961/62 | 1      | 0    | 29     | TJ Spartak KPS Brno |
| CELKEM I. LIGA  | 1      | 0    | 29     |                     |